# Leandro Manuel Emede
Leandro Manuel Emede (San Isidro, 20 agosto 1980) è un regista e montatore argentino di videoclip e film documentari musicali.

## Biografia
Ha studiato graphic design e produzione cinematografica musicale alla Scuola di Arti Cinematografiche della University of Southern California di Los Angeles, per poi lavorare fra il 2006 e il 2010 nello studio La Sterpaia di Oliviero Toscani come responsabile del dipartimento video. Successivamente, ha fondato a Milano con Nicolò Cerioni lo studio Sugarkane, specializzato in produzione video musicale come videoclip, film, DVD live, ed attivo anche nel mondo dell'editoria e della moda.
Fra i suoi lavori più importanti si trovano documentari musicali e pubblicità di moda. In particolare, il documentario In questa notte fantastica, film-concerto dedicato al tour Backup Tour - Lorenzo negli stadi 2013 di Jovanotti e co-diretto con Cerioni, è stato trasmesso in prima serata da Rai 1 il 2 settembre 2013 riscuotendo un forte apprezzamento e di pubblico e critica. Nel 2020 Emede ha diretto il cortometraggio Building Dialogues per Emporio Armani nello spazio Armani Silos, sede espositiva del marchio, in collaborazione con il produttore musicale Frédéric Sanchez e un vasto cast di attori, modelli e ballerini.

## Filmografia

### Film
- 2008 - Anorexia. Storia di un'immagine con Oliviero Toscani
- 2009 - Zolfo con John De Leo
- 2011 - La quarta dimensione con Jovanotti
- 2011 - Telesio con Franco Battiato
- 2013 - Jovamerican Tour con Jovanotti
- Forteza Jovanotti con Jovanotti
- Three Days with Monica Bellucci con Monica Bellucci
- Laura Pausini 20 - My Story con Laura Pausini
- Veterans per Gucci
- Eccentrico per Dolce & Gabbana
- 2020 - Building Dialogues per Emporio Armani
- 2020 - Drop per Gucci

### Documentari musicali
- 2011 - Ora - Lorenzo Jovanotti live on tour
- 2012 - Laura Pausini Inedito World Tour
- 2013 - Lorenzo negli stadi - Backup Tour 2013

### Videoclip
- 2011 - Jovanotti, Il più grande spettacolo dopo il Big Bang
- 2011 - Jovanotti, La notte dei desideri
- 2011 - Laura Pausini, Troppo tempo
- 2012 - Jovanotti,  Ti porto via con me
- 2012 - Jovanotti, Estate
- 2012 - Jovanotti, Un raggio di sole
- 2012 - Maria Antonietta, Saliva
- 2012 - Nesli, Davanti agli occhi
- 2012 - Franco Battiato, Quand'ero giovane
- 2013 - Emma, La mia città
- 2014 - Laura Pausini & Marc Anthony, Se fue
- 2014 - Laura Pausini e Thalia, Sino a ti
- 2014 - Franco Battiato, Joe Patty
- 2014 - Emma, Resta ancora un po'
- 2015 - Jovanotti, Ragazza magica
- 2015 - Laura Pausini e Melendi, Entre tu y mil mares
- 2015 - Carmen Consoli, Ottobre
- 2015 - Laura Pausini, Lato destro del cuore
- 2015 - Laura Pausini, Simili
- 2015 - Orietta Berti, Dietro un grande amore
- 2015 - Laura Pausini, Nella porta accanto
- 2018 - Mat Hunter feat. Isabela Merced, Lista de espera
- 2018 - Jovanotti, Viva la libertà
- 2019 - Isabela Merced, Papi
- 2021 - Orietta Berti, Quando ti sei innamorato
- 2022 - Gianni Morandi, Apri tutte le porte
- 2022 - Jovanotti, I love you baby
- 2022 - Jovanotti, Sensibile all'estate
- 2022 - Gianni Morandi, La ola
- 2023 - Gianni Morandi feat. Sangiovanni, Fatti rimandare dalla mamma a prendere il latte
- 2023 - Achille Lauro feat. Rose Villain, Fragole
- 2024 - Il Volo, Capolavoro

### Spettacoli dal vivo
- 2013 - Jovanotti, In questa notte fantastica (Rai 1)

### Pubblicità
- 2015 - OVS, campagna A/I 2015-2016 con Bianca Balti e Saint Motel
- 2016 - Morellato, campagna P/E 2016 con Michelle Hunziker
- 2019 - Baby 2, serie TV
- 2021 - Emporio Armani, campagna A/I 2021-2022
- 2021 - Emporio Armani, MYEA Bag